# Moses Mabhida Stadium
Moses Mabhida Stadium er et fodboldstadion i den sydafrikanske by Durban. Stadionet er opkaldt efter politikeren Moses Mabhida, tidligere generalsekretær i Det sydafrikanske kommunistparti.
Stadionet blev påbegyndt i 2006, og det stod færdig i 2009. Stadionet skal bruges til fem gruppespilkampe, en ottendedelsfinale og en semifinale ved VM i fodbold 2010. Under VM har stadionet en kapacitet på 70.000, men efter VM skal det reduceres til 54.000.